# The Cat Empire
The Cat Empire es un grupo de música australiano que mezcla ska, jazz, funk y rock, formado en 1999. Los miembros principales del grupo son: Félix Riebl (percusión y voz), Harry James Angus (trompeta y voz), Will Hull-Brown (batería), DJ Jamshid "Jumps" Khadiwhala (mesa de mezclas y percusión), Ollie McGill (teclado y coros), y Ryan Monro (bajo y coros). A menudo colaboran con ellos "The Empire Horn", un dúo compuesto por Ross Irwin (trompeta) y Kieran Conrau (trombón), y a menudo suelen contar además con músicos invitados. Su sonido es una fusión de jazz, ska, funk y rock con fuertes influencias latinas.

## Discografía
- The Cat Empire (album) (2003)
- Two Shoes (2005)
- Cities (The Cat Empire album) (2006)
- So Many Nights (2007)
- Cinema (The Cat Empire album) (2010)
- Steal the Light (2013)
- Rising with the Sun (2016)
- Stolen Diamonds (2019)
- Where the Angels Fall (2023)

.    The Screaming Of The Valkyries (2025)
- Datos: Q1539053
- Multimedia: The Cat Empire / Q1539053